# René Cliquet

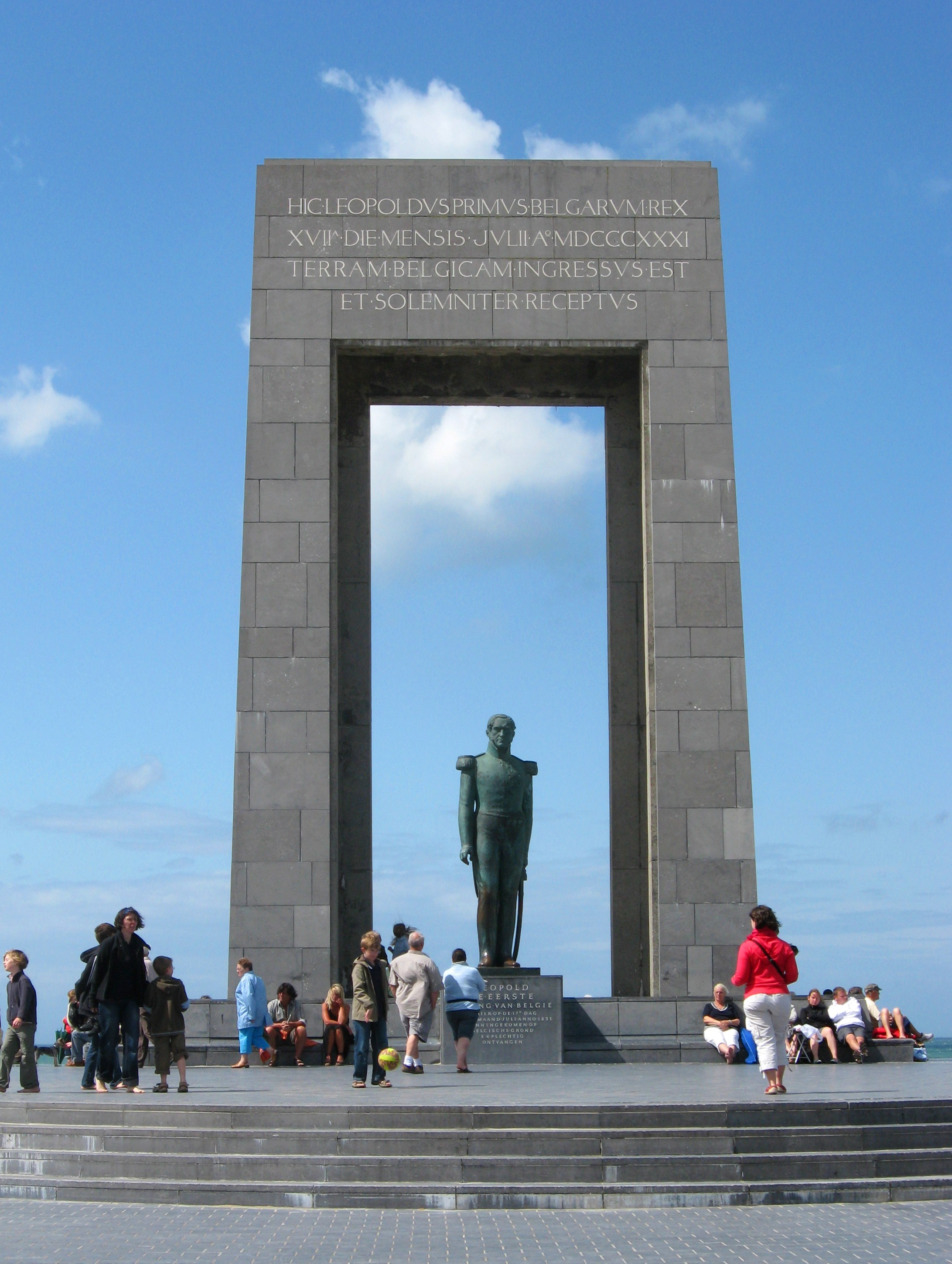
Monument Leopold I in De Panne

René Cliquet (Brussel, 1899 - aldaar, 28 september 1977) is een Belgisch beeldhouwer en medailleur.

## Biografie
René Cliquet werd opgeleid aan de Academie van Sint-Joost-ten-Node en liep stage in het atelier van Henri Ottevaere. Hij realiseerde een aantal beelden van de koninklijke familie, kunstenaars en wetenschappers, naast een aantal medailles (o.m. van Édouard Empain, Albert Devèze, Jean Rey en sjah Pahlavi en diens vrouw Farah), waarvan sommige als onderdeel van een grafmonument. Zijn meest gekende werk is het standbeeld van koning Leopold I als onderdeel van het Monument Leopold I in De Panne.
Hij is begraven op de begraafplaats van Elsene.

## Bekende werken
- 1958: Monument Leopold I, De Panne
- 1961: Louis Clesse, grafmonument in de tuin van de Abdij Ter Kameren
- 1968: Henri Logelain, grafmonument in de tuin van de Abdij Ter Kameren
- 1969: Oswald Poreau (1877-1955), portretmedaillon bij de 90ste verjaardag, in het Josaphatpark in Schaarbeek
- 1969: Koning Leopold II, in de Koningstuin in Brussel
- 1970: Koningin Elisabeth, op de Kunstberg (Albertinaplein) in Brussel
- 1972: Joseph Lebeau, in de Politieke Gevangenenlaan in Sint-Pieters-Woluwe
- Vénus sortant des Eaux, in de Franse tuin van kasteel Solvay in Terhulpen

## Afbeeldingen

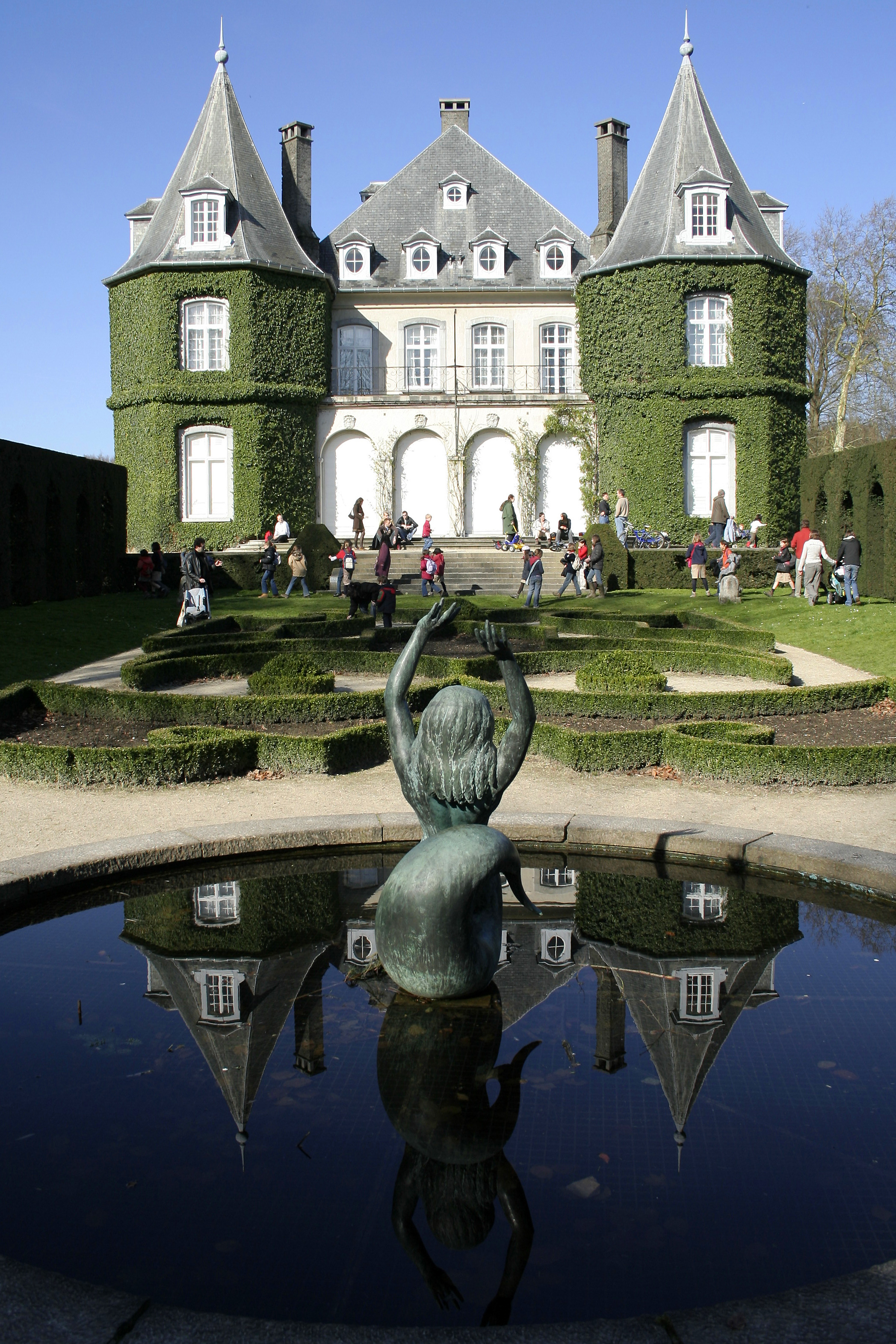
Vénus sortant des Eaux
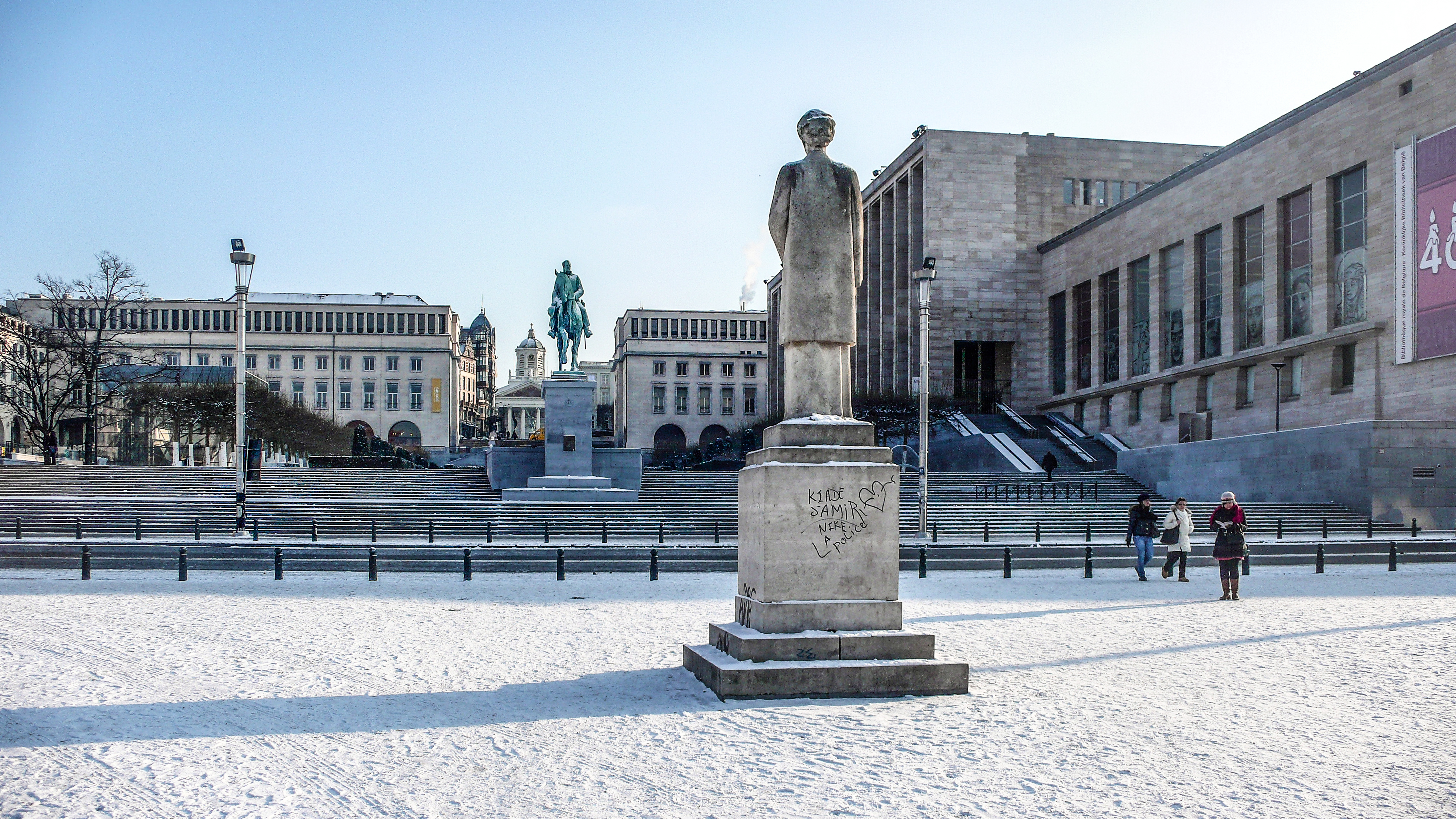
Koningin Elisabeth (1970)
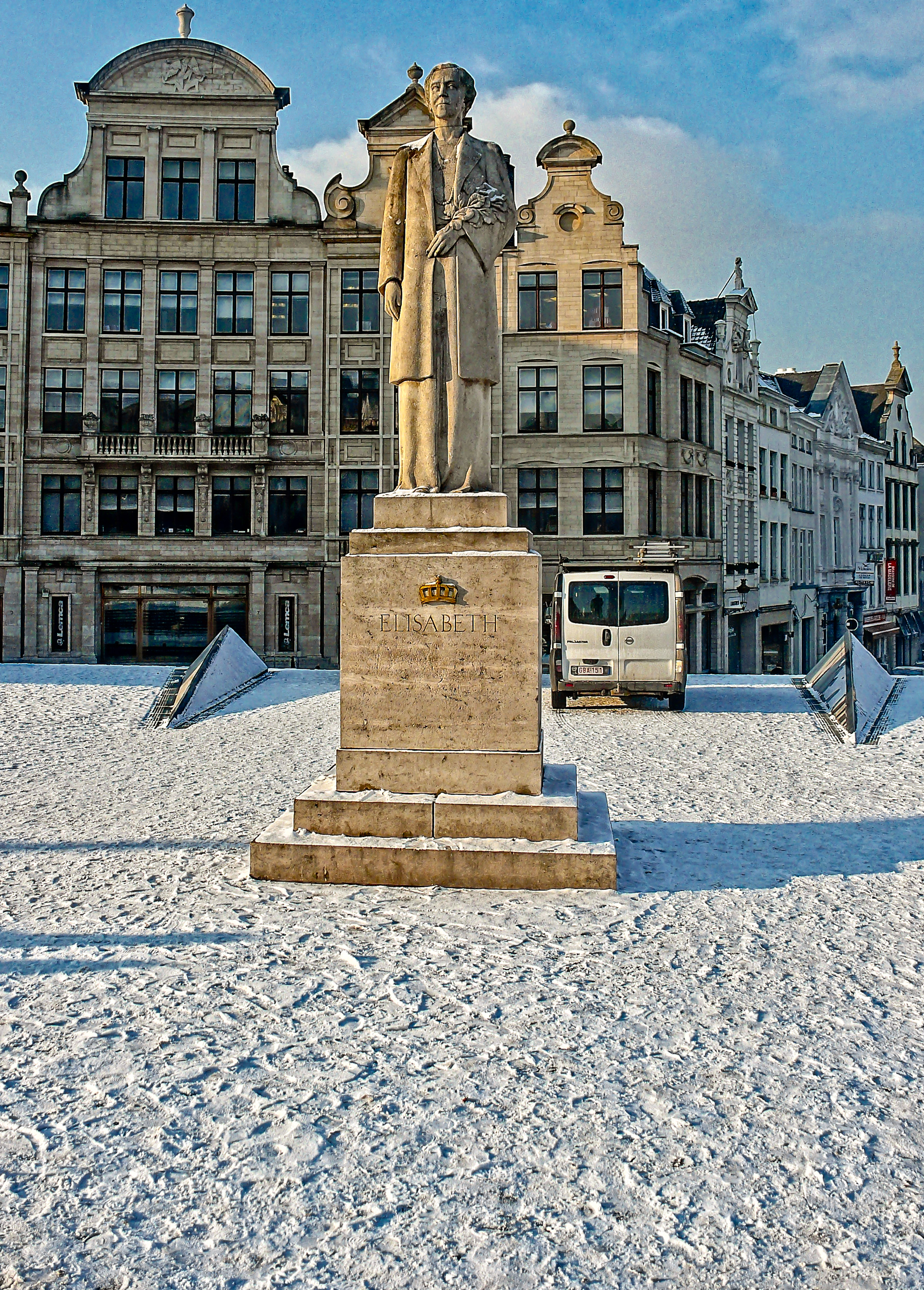
Koningin Elisabeth (1970)
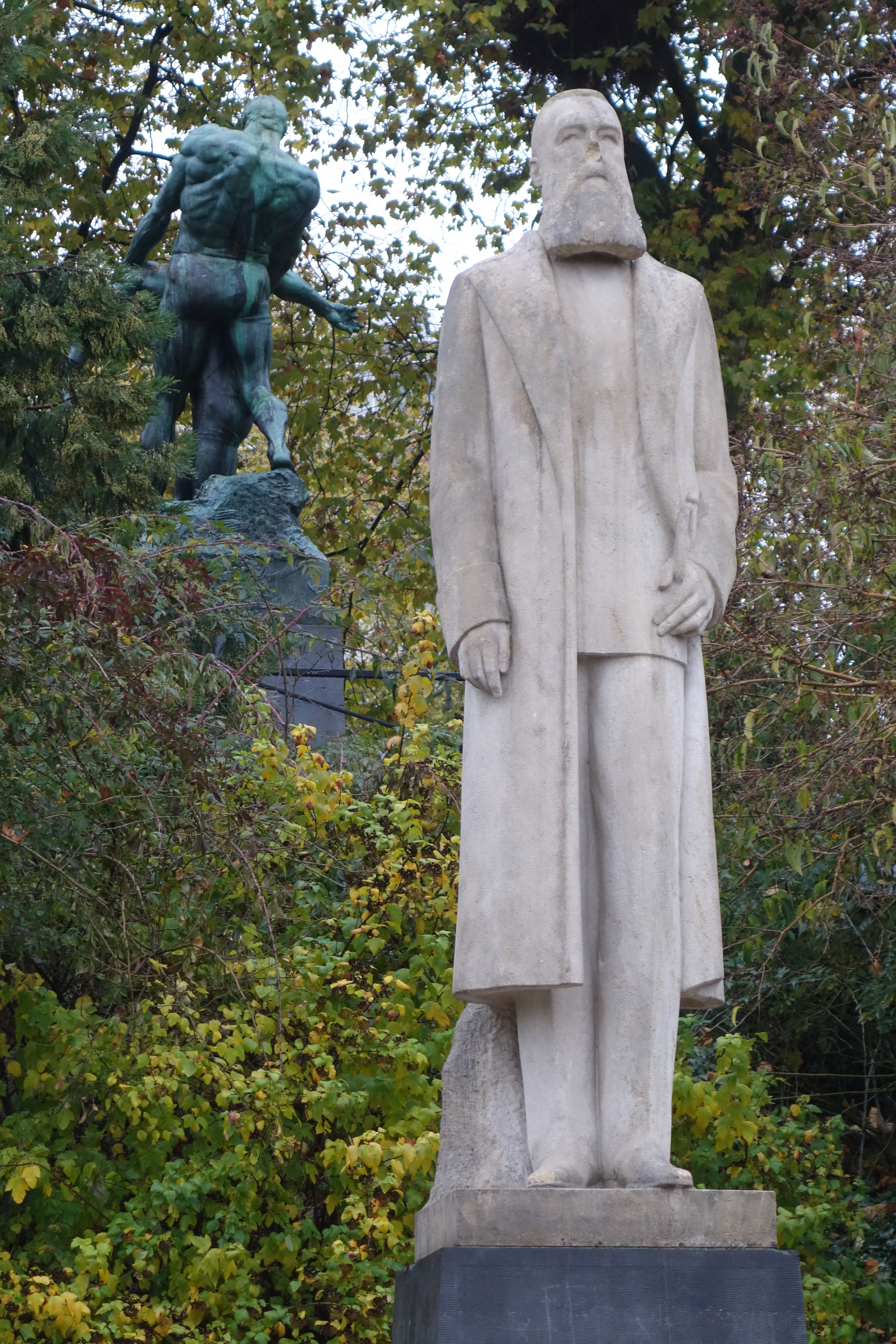
Koning Leopold II (1969)
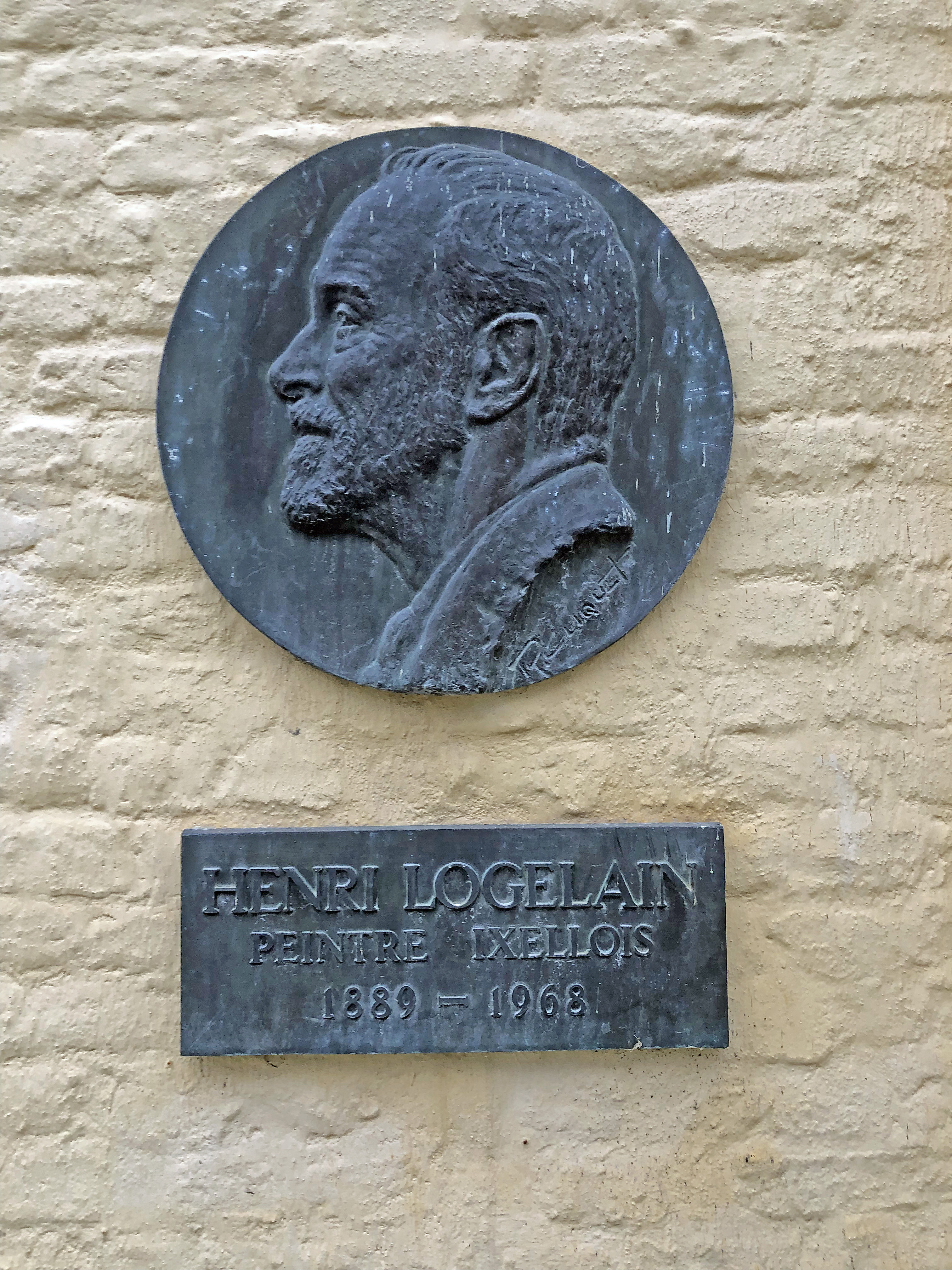
Henri Logelain (1889-1968)